# Szving (tánc)
A szvingtáncokból az Amerikai Egyesült Államokban rengeteget tartanak nyilván, írnak le részletesen. Ezek egy részének amerikai, afroamerikai, más részének európai hagyományai vannak, de mindegyikről elmondható, hogy egymásra is hatottak és nagy részük kialakulásában a különböző egyéni táncstílusok is döntő szerepet játszottak. Egy-egy (vagy természetesen akár több) táncos a maga egyedi stílusával mindig formálta, átalakította a szvingtáncokat, legelőször azt, amely az 1910-es évek elején tűnt fel az USA-ban (ez volt a Texas Tommy Swing, ami San Franciscóban jelent meg), majd később ennek módosult változatait (Lindy hop, balboa, nyugati parti szving stb.), amelyek aztán szétterjedtek a különböző államokban.
Magyarországon napjainkban a számos szvingtáncból a balboa, boogie-woogie, Hollywood style, Lindy-hop, Shag és a Jive az, amelyet szélesebb körben ismernek és táncolnak akár versenyeken is. Alapvetően azért, mert ezek a legjobban elkülöníthető, megkülönböztethető szvingtáncok.

## Külső hivatkozások
- Swing.lap.hu - linkgyűjtemény
- tancwiki.hu - Magyarországi szving tanfolyamok
- 1. ↑  Táncoldal - A Magyar Társastánc Portál / Tánclexikon. [2014. január 4-i dátummal az eredetiből archiválva]. (Hozzáférés: 2018. november 20.)